# 室戸阿南海岸国定公園
室戸阿南海岸国定公園（むろとあなんかいがんこくていこうえん）は四国南部の室戸岬～徳島県南部の海岸一帯を占める国定公園。

## 概要
1964年（昭和39年）6月1日指定。
内陸部の指定地は全く存在しない純粋な海岸公園である。室戸岬は足摺岬と並ぶ高知県を代表する岬で、折り重なる海岸段丘と亜熱帯性樹林が特徴的。また徳島県南部一帯は高さ200mの断崖絶壁が連続する千羽海崖やリアス式の沈水海岸が見られる橘湾、アカウミガメの産卵地で知られる砂浜海岸、日和佐海岸などバラエティに富む。また無数の島嶼が見られ、橘湾の弁天島亜熱帯性植物群落（天然記念物）や徳島県南部の津島暖地性植物群落（天然記念物）など貴重な植生が見られる。
また、黒潮の影響で潮流が速いことと海岸一帯には水質汚濁の原因となる市街地や工場が少ないため、海水が非常に綺麗なことでも知られ、海産物は豊富。波の高さでも知られ、高知県東洋町の生見海岸や徳島県の宍喰海岸などは西日本有数のサーフィンのメッカとなっている。

## 主な景勝地
- 室戸岬
- 千羽海崖
- 橘湾
- 蒲生田岬
- 伊島
- 竹ヶ島海中公園
- 大浜海岸（日和佐海岸）
- 海老ヶ池

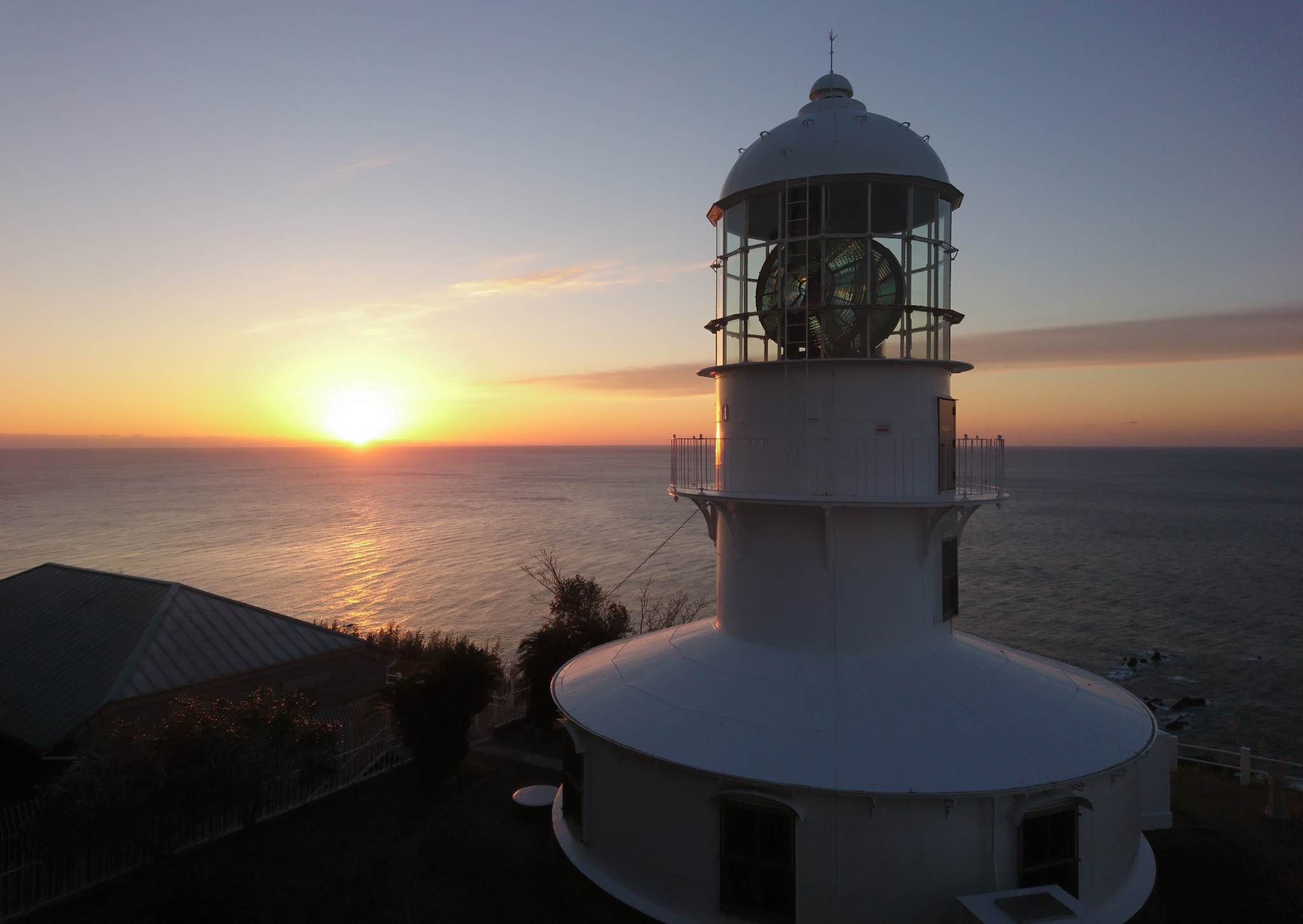
室戸岬灯台
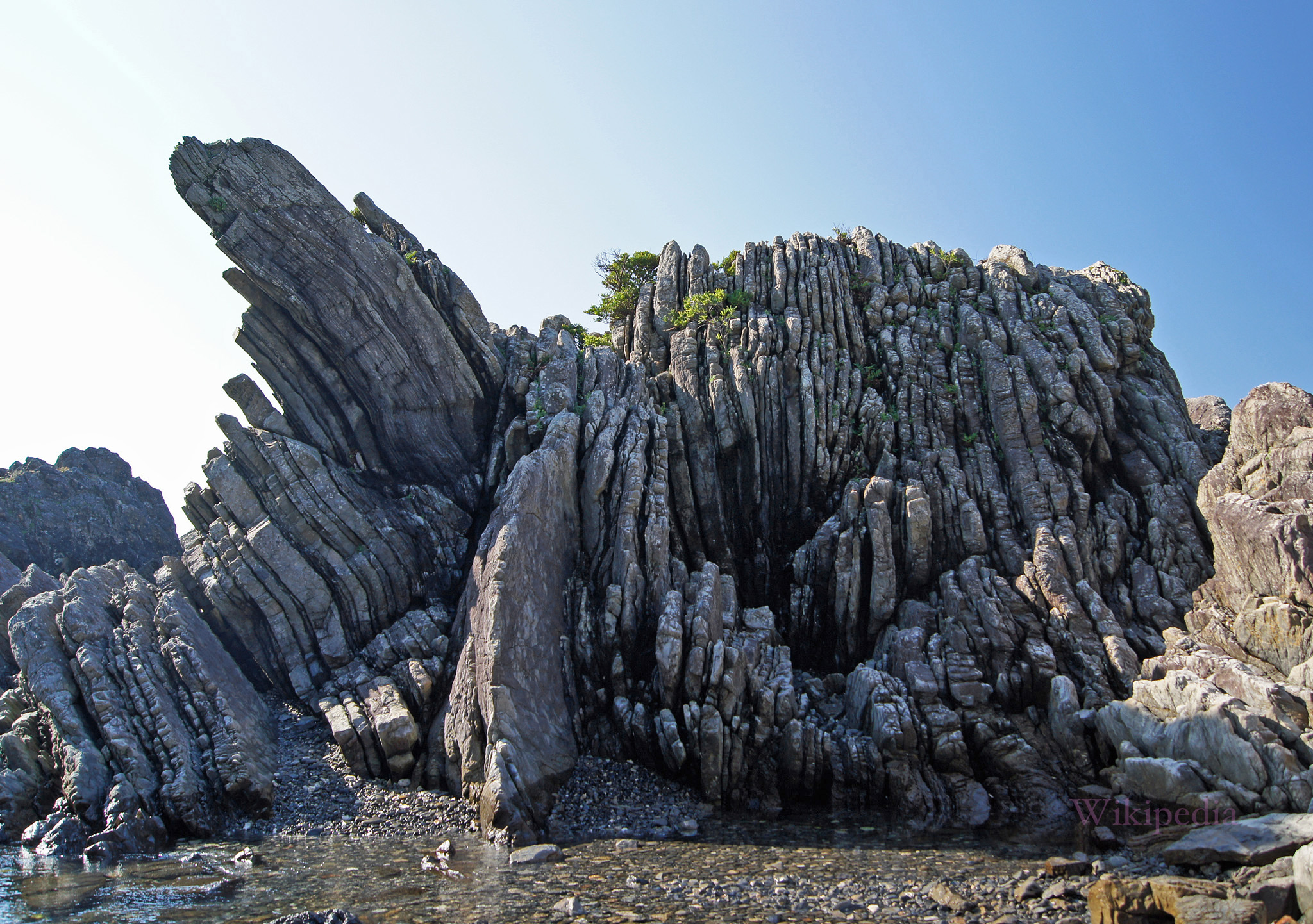
室戸岬の奇岩・タービダイト
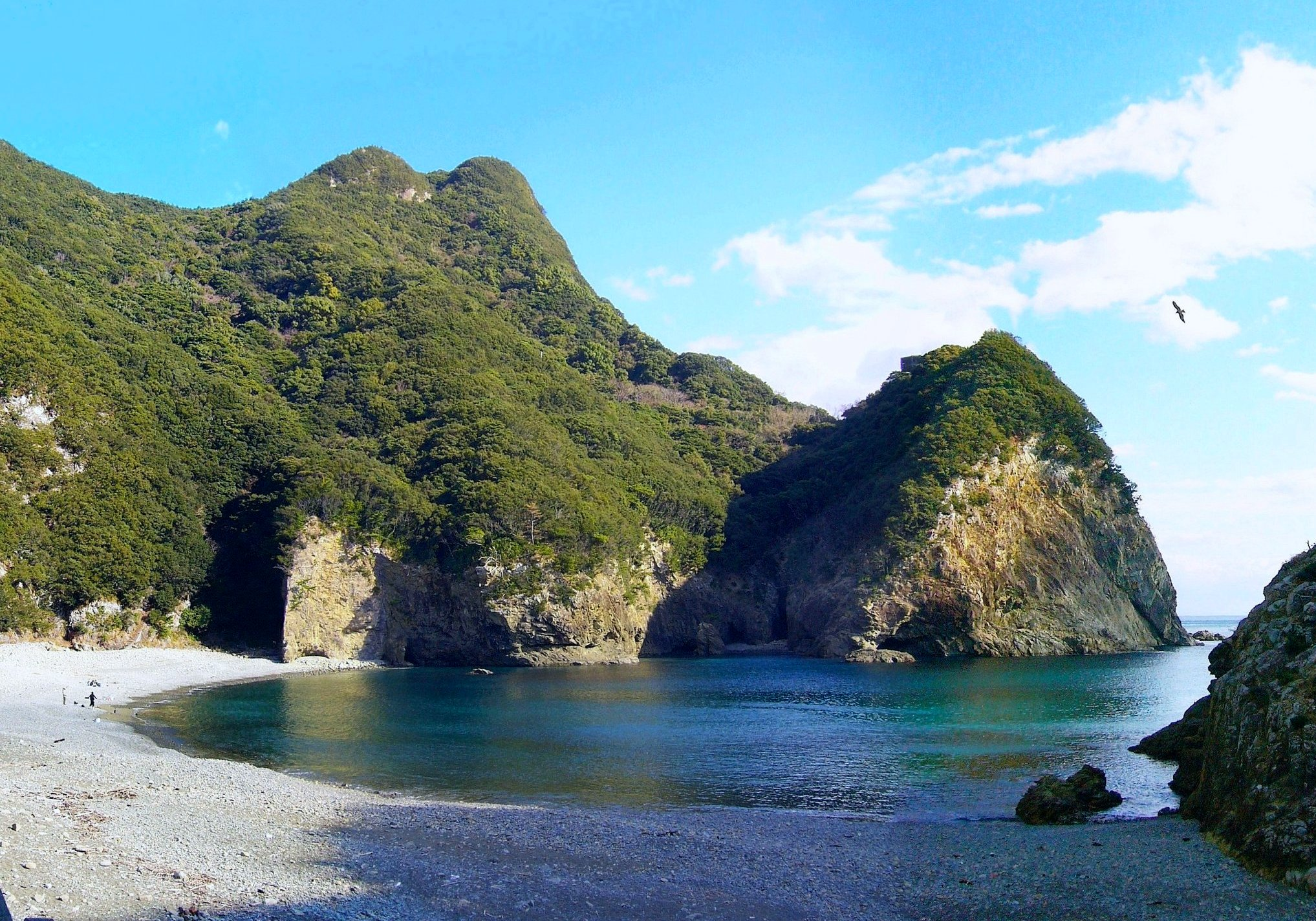
千羽海岸、外ノ牟井の浜
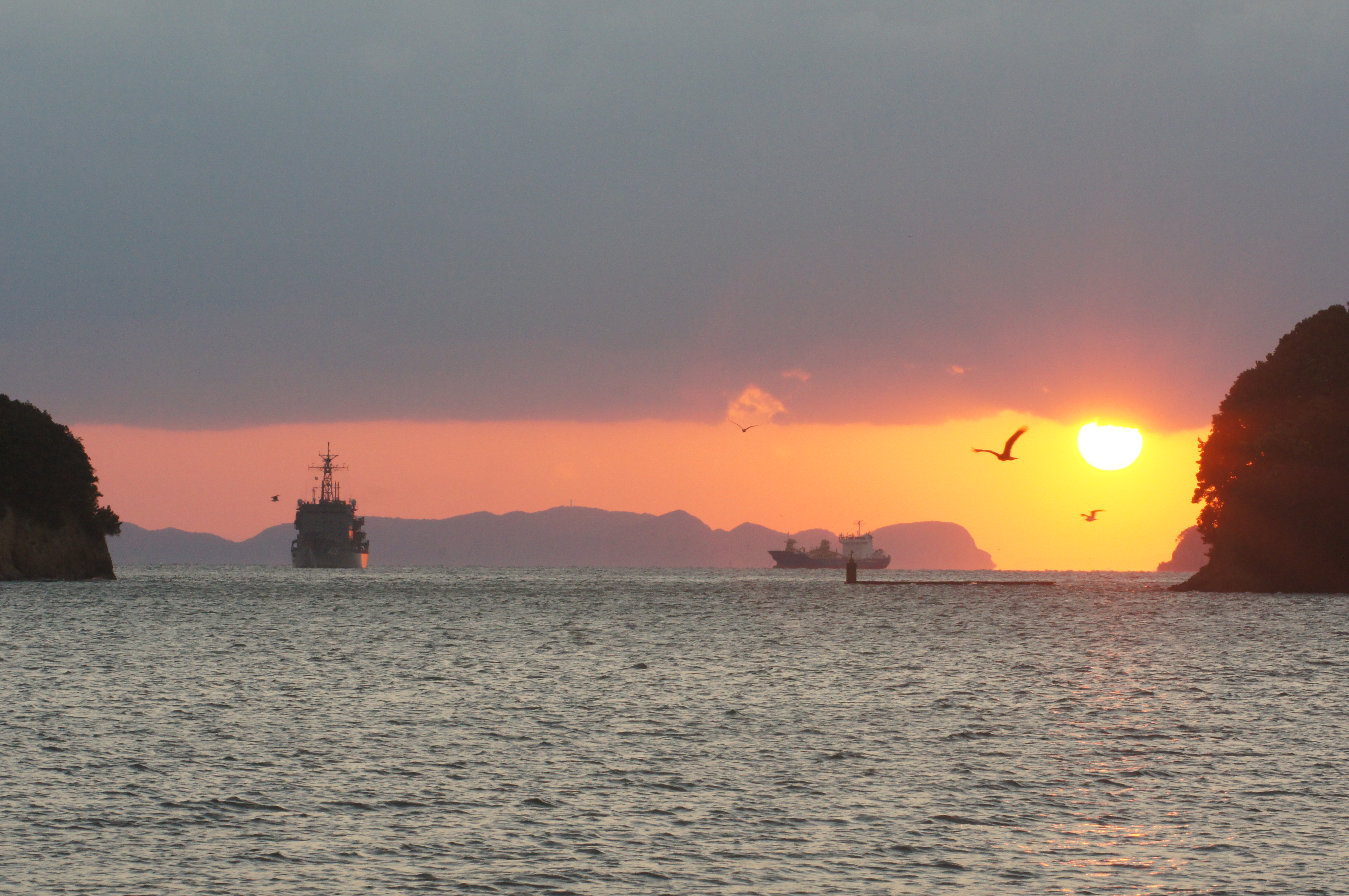
橘湾に上る朝日
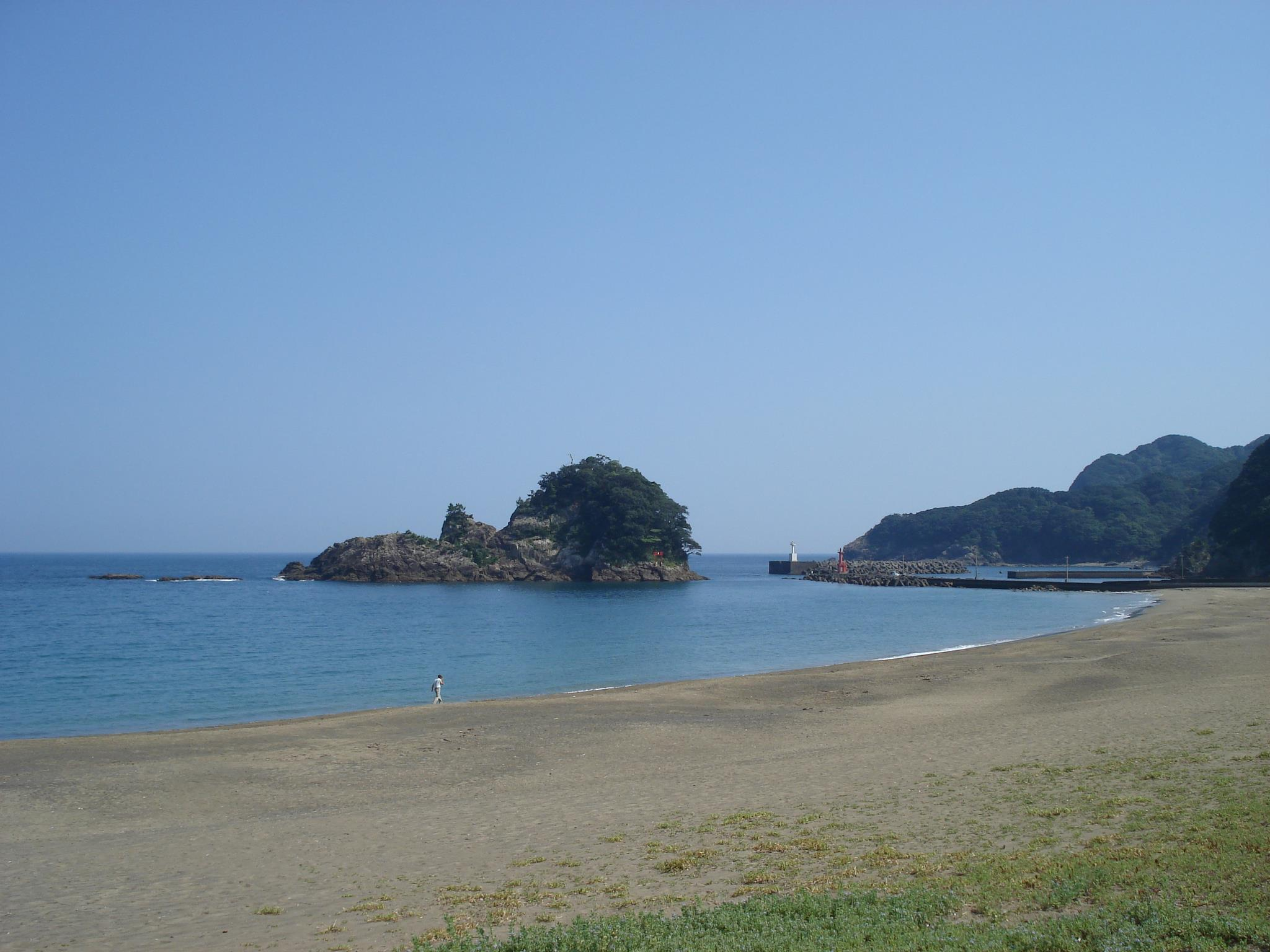
大浜海岸
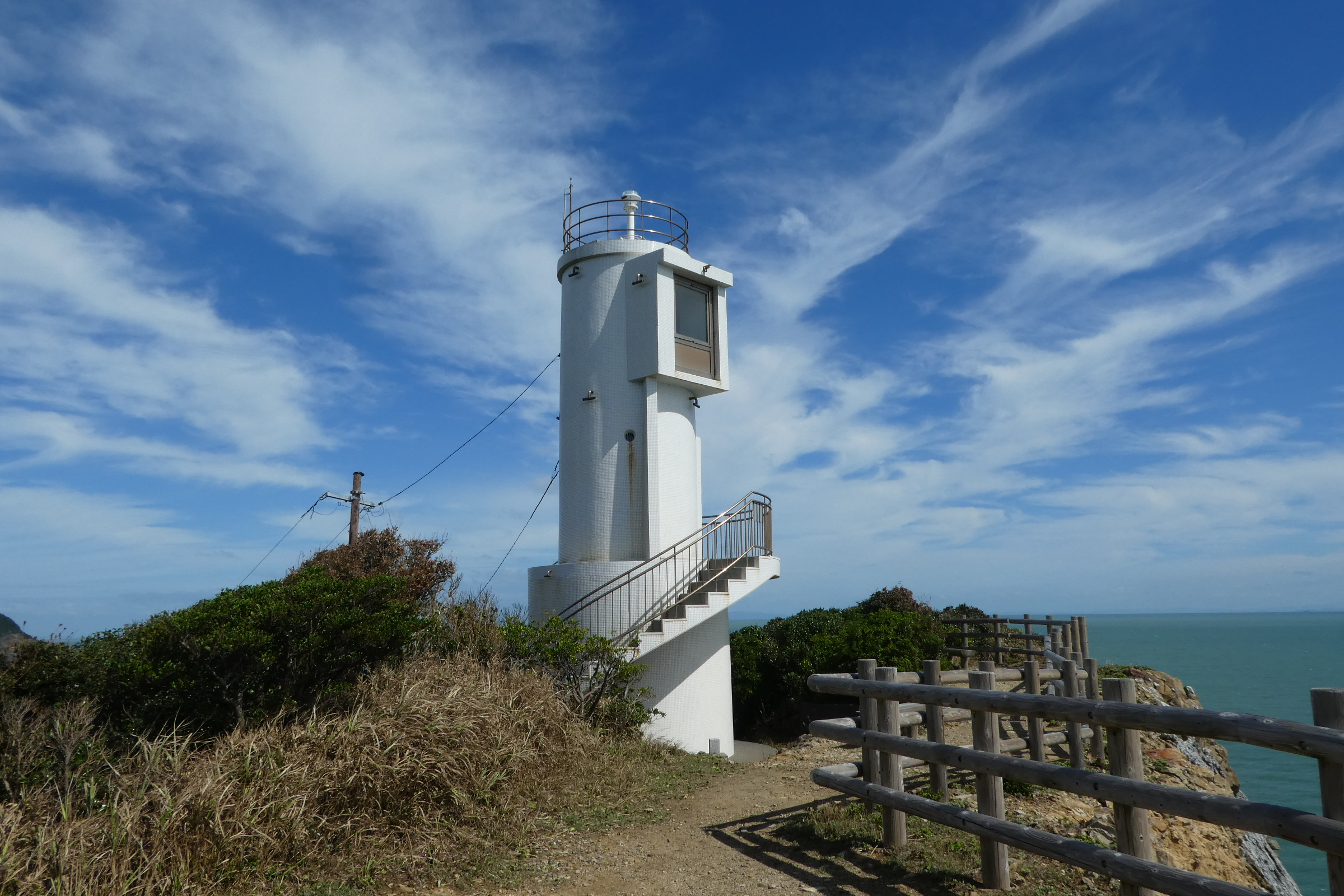
蒲生田岬灯台